# Кафедральный собор Линчёпинга
Кафедральный собор Линчёпинга (швед. Linköpings domkyrka) — собор в шведском городе Линчёпинге. Является кафедральным собором диоцеза Линчёпинга Шведской Лютеранской Церкви.
В 2000 году в Линчёпингском замке напротив собора был открыт музей замка и собора Линчёпинга.

## История постройки
Собору в современном виде приблизительно 800 лет. Однако, его история начинается в XI столетии с деревянной церкви, стоявшей на этом месте. Приблизительно в 1120 году была построена каменная церковь, размерами примерно в половину современного здания (длина 110 метров, высота башни 107 метров).
Приблизительно в 1230-х годах стало необходимо построить большую церковь, так как старая была слишком маленькая. Церковь была расширена на восток, с новым хором и трансептом. Эти части остались как часть современного собора. Современная алтарная часть также осталась с того времени.
Следующее расширение церкви было сделано после коронации Вальдемара I, в 1251 году. Размеры построенной в этот раз церкви остались окончательными до наших дней.
В начале XV столетия, приблизительно 1408—1420 годы, были построены капеллы с большими окнами и расположенные в виде звезды. Капеллы были названы в честь Св. Андреаса (позже переименована в честь Св. Марии), Св. Николаса и Св. Томаса.
В 1546 и 1567 годах крыша собора горела при пожарах. Главную башню восстанавливали между 1747—1758 годами, и снова между 1877—1886 годами на этот раз архитектором Хельго Зеттерваллем. Однако, реконструкцией, сделанной в 1967 году, была восстановлена форма крыши XVII столетия.
Алтарная часть расписана норвежским художником Х. Сёренсеном.
Крыша покрыта медными пластинами, под воздействием окружающей среды она отчётливо зелёная.